# 悲夢之歌/我倆…
《悲夢之歌/我倆…》（日语：夢のうた/ふたりで…）為2006年10月18日發行之日本歌手・倖田來未第33張單曲。

## 附註
- 「CD+DVD」初回版收錄Bonus Track2曲＋特殊彩色側標、精美寫真小海報。
- 「CD ONLY」初回版收錄Bonus Track2曲＋特殊彩色側標、精美8頁日文歌詞本。
- 本雙A面單曲，兩曲的旋律基調相同，但歌詞與編曲不同，形成不同的曲調。官網稱為「2 story ballad single」。
- 本單曲為『feel』以來第3張於Oricon獲得初登場週間排名第1名。
- 兩曲的音樂錄影帶詮釋兩種截然不同的感情故事，深切描述出愛情〝明〞與〝暗〞的兩面性。
- 「悲夢之歌」收錄為日劇「Damens Walker」主題曲。

## 發行版本
- CD+DVD
- CD ONLY

## 曲目

### CD
※僅收錄於初回版
1. 悲夢之歌（夢のうた）
作詞:倖田來未　作曲:山口寛雄　編曲:渡辺徹
朝日電視台連續劇「だめんず・うぉ〜か〜」主題歌／ドワンゴ 電視廣告曲。
「第57回NHK紅白歌合戰」演唱此曲。
歌詞創作的靈感來至她常常會做到的夢。
2. 我倆…（ふたりで…）
作詞:倖田來未　作曲:山口寛雄　編曲:h-wonder
朝日電視台連續劇「だめんず・うぉ～か～」插入曲（僅最終回）／ドワンゴ 電視廣告曲。
未收錄於同年12月20日發行之5th 原創專輯「Black Cherry」中。
歌詞靈感來自在參加遠居法國的朋友婚禮後完成的作品，也由這個機會坦承自己很想結婚，並希望能找到一個可以依靠的人來共度餘生。
3. 悲夢之歌～Quartet version～ (Bonus track)※
(Remixed by udai shika)
4. 我倆…～WHOOSH MIX～ (Bonus track)※
(Remixed by Cube Juice)
5. 悲夢之歌 (Instrumental)
6. 我倆… (Instrumental)

### DVD
1. 悲夢之歌 (music video)
2. 我倆… (music video)
3. 悲夢之歌/我倆… (making video)